# 喀拉特汗国
喀拉特汗国，是英属印度的一个土邦，其统治地域在今日巴基斯坦俾路支省境内。
喀拉特汗国于1666年自莫卧儿帝国独立，其统治者使用“瓦利”作为头衔，后改用“汗”。此后，一直维持独立国家的地位，直到1839年成为英属印度的保护国。
1947年印巴分治后，喀拉特汗Mir Ahmad Yar Khan Ahmadzai希望英国首相克莱门特·艾德礼能够给予各土邦王公继续统治的特权，因此于8月12日宣布喀拉特汗国独立。巴基斯坦总督穆罕默德·阿里·真納曾是Yar Khan的顾问，试图劝说他将喀拉特留在了巴基斯坦，但Yar Khan一直拖延时间。最终，Yar Khan于1948年3月27日决定让喀拉特加入巴基斯坦。
1955年10月14日，西巴基斯坦成立，喀拉特汗国被废除。